# Magyar Írás (folyóirat, 1921–1927)
Magyar Írás irodalmi, művészeti, társadalmi és kritikai havi folyóirat 1921–1927 közt. Kiadás helye: Budapest.

## Irányvonal, munkatársak
Baloldali, avantgárd jellegű fórum, amely más irányzatokat sem zárt ki. Művészetelméleti vitákkal jelentkeztek az aktivizmusról, az expresszionizmusról stb. Népszerűsítették Bartók Béla, Kodály Zoltán művészetét. Külön számot adtak ki Kelet-Európáról, s a szovjet kultúráról is tudósítottak. A filmművészet és a képzőművészet témakörében helyet kaptak Balázs Béla, Gara László, Hevesy Iván, Fernand Léger írásai.
A folyóiratot kiadta és szerkesztette Raith Tivadar, 1925–26-os párizsi tanulmányútja idején Melléky Kornél helyettesítette. A folyóirat első számaiban a Nyugat első nemzedékének írói szerepeltek, köztük Kosztolányi Dezső, Karinthy Frigyes, Schöpflin Aladár. Később helyet kaptak fiatalabb írók is, köztük Erdélyi József, Gyergyai Albert, Illyés Gyula, József Attila, Kodolányi János. Jeles grafikusok illusztrálták a folyóiratot: Aba-Novák Vilmos, Csáky József, Czóbel Béla, Derkovits Gyula, Egry József, Kmetty János, Perlrott-Csaba Vilmos, Rippl-Rónai József, Szobotka Imre, Szőnyi István, Tihanyi Lajos.

## Repertórium
- Lakatos Éva: Magyar Írás (1921–1927). Magyar Könyvszemle, 1968. 82–88. p.